# Distretto di Taoshan
Il distretto di Taoshan (桃山区S, Táoshān QūP) è un distretto della Cina, situato nella provincia di Heilongjiang e amministrato dalla prefettura di Qitaihe.